# Ramón Martínez Gil
Ramón Martínez (Mula, Murcia 22 de octubre de 2002) es un jugador de futbol español que se desempeña como defensa. Actualmente milita en el Sevilla Atlético del Grupo II de Primera Federación.

## Carrera
Tras pasar por las canteras del Villarreal CF y el Levante UD pasó a formar parte del UCAM Murcia "B", Tercera Federación, con el que jugó un total de 26 partidos en los que anotó dos goles.
Debutó con el primer equipo en la temporada 2020-21 en un partido de la Copa del Rey.
En la temporada 2022-23 fichó por el Sevilla Atlético por dos temporadas. A inicios de la temporada 2024-25 renovó su contrato hasta 2027 y participó en la pretemporada del Sevilla F.C., con el que debutó en partido de Copa del Rey disputado en octubre de 2024 ante Las Rozas Club de Fútbol.

## Clubs
Actualizado al último partido disputado el 20 de abril de 2025.
| Club             | País   | Periodo       | Partidos (goles) |
| ---------------- | ------ | ------------- | ---------------- |
| UCAM Murcia "B"  | España | 2018-2022     | 26(2)            |
| UCAM Murcia      | España | 2020-2022     | 8(1)             |
| Sevilla Atlético | España | 2022-Presente | 74(4)            |
| Sevilla F.C.     | España | 2024-Presente | 3(0)             |

## Palmarés

### Títulos nacionales
| Título             | Club (*)         | País   | Año     |
| ------------------ | ---------------- | ------ | ------- |
| Segunda Federación | Sevilla Atlético | España | 2023-24 |